# Saint-Trimoël
Saint-Trimoël é uma comuna francesa na região administrativa da Bretanha, no departamento de Côtes-d'Armor. Estende-se por uma área de 8,35 km². Em 2010 a comuna tinha 542 habitantes (densidade: 64,9 hab./km²).